# Hatita
Hatita es un género de insecto coleóptero de la familia Chrysomelidae.

## Especies
- Hatita choensis Fairmaire, 1893
- Hatita limbatella Fairmaire, 1891